# Gertjan Rothman
Gertjan Rothman (Gouda, 23 augustus 1983) is een Nederlandse voetballer. Hij speelde jaren voor Excelsior en is uit de jeugd naar het eerste elftal gekomen. Hij maakte zijn debuut in het eerste elftal van Excelsior op 19 september 2003 in de wedstrijd Excelsior - MVV (2-0). In de 82e minuut kwam hij het veld in voor Brett Holman. Sindsdien speelde hij tot en met seizoen 2005/2006 26 wedstrijden in het eerste elftal van Excelsior. In het seizoen 2006/2007 speelde hij voor het eerst in de Eredivisie. Hij kwam op 7 wedstrijden.
Vanaf het seizoen 2007/2008 speelde hij voor vv Capelle uit Capelle aan den IJssel. Vanaf 2010 speelde hij met de club in de Topklasse, vanaf 2016 Derde divisie. Hij stopte na de degradatie van Capelle in 2018 met voetballen. In januari 2020 maakte hij een rentree bij zijn jeugdclub VV Lekkerkerk waar hij medio 2023 andermaal stopte.